# Eduard Schweizer (théologien)
Pour les articles homonymes, voir Schweizer et Eduard Schweizer (homonymie).
Eduard Schweizer, né le 18 avril 1913 à Bâle et mort le 27 juin 2006 à Zurich, est un bibliste protestant suisse, spécialiste du Nouveau Testament, qui a longtemps enseigné à l'université de Zurich. 
Ancien élève de Rudolf Bultmann à Marbourg, d'Emil Brunner à Zurich et de Karl Barth à Bâle, Eduard Schweizer a été président de la Studiorum Novi Testamenti Societas en 1969. Ses travaux ont été récompensés par le Sexauer Gemeindepreis für Theologie en 1982 et par la médaille Burkitt en 1996.
Un grand nombre de ses ouvrages, écrits en allemand, sont traduits en anglais.

## Publications
- Jesus (1971)
- The Good News According to Mark  (ISBN 0-8042-0250-8)
- The Good News According to Matthew
- The Good News According to Luke  (ISBN 0-664-22361-3)
- The Church as the Body of Christ, 1964
- Church Order in the New Testament, 1979,  (ISBN 0-334-00224-9)
- The Lord's Supper in the New Testament
- The Spirit of God (Holy Spirit  (ISBN 0-334-02051-4))
- A Theological Introduction to the New Testament  (ISBN 0-281-04602-6)
- Eduard Schweizer et Alejandro Diez Macho, La chiesa primitiva. Ambiente, organizzazione e culto, ed. Paideia, Coll. Studi Biblici 51, Brescia, 1980